# Rosenalmbahn
Die Rosenalmbahn ist eine Luftseilbahn in den Kitzbüheler Alpen, die vom Talgrund des Zillertales in das Schigebiet Zillertalarena hinaufführt.

## Technische Daten
Bei der Rosenalmbahn handelt es sich um eine Einseilumlaufbahn, mit deren Kabinen acht Personen befördert werden können. Die Talstation der Bahn liegt auf dem Gemeindegebiet von Zell am Ziller in einer Höhe von 529 Meter, ihre Bergstation befindet sich auf dem Gebiet der Rosenalm in einer Höhe von 1744 Metern. Die Distanz zwischen Tal- und Bergstation beträgt 3655 Meter, dazwischen befindet sich die 1310 Meter hoch gelegene Mittelstation der Bahn.
Die Rosenalmbahn besteht aus zwei Teilstrecken, die als Rosenalmbahn I und Rosenalmbahn II bezeichnet werden. Die erste Teilstrecke endet an der Mittelstation, wo die Gondelkabinen zunächst ausgekoppelt werden und diese Station dann in langsamer Fahrt zum Ein- und Aussteigen durchlaufen. Anschließend werden die Kabinen wieder auf das gleiche Tragseil eingekoppelt und die Bergauffahrt wird auf der zweiten Teilstrecke in Richtung Bergstation fortgesetzt. Eine Besonderheit bildet dabei die Richtungsänderung, die an der Mittelstation vollzogen wird. Denn während die Seilbahn von der Tal- zur Mittelstation ungefähr in Ost-West-Richtung verläuft, knickt der weitere Weg zur Bergstation dort dann in Richtung Ostnordost ab.

## Bilder

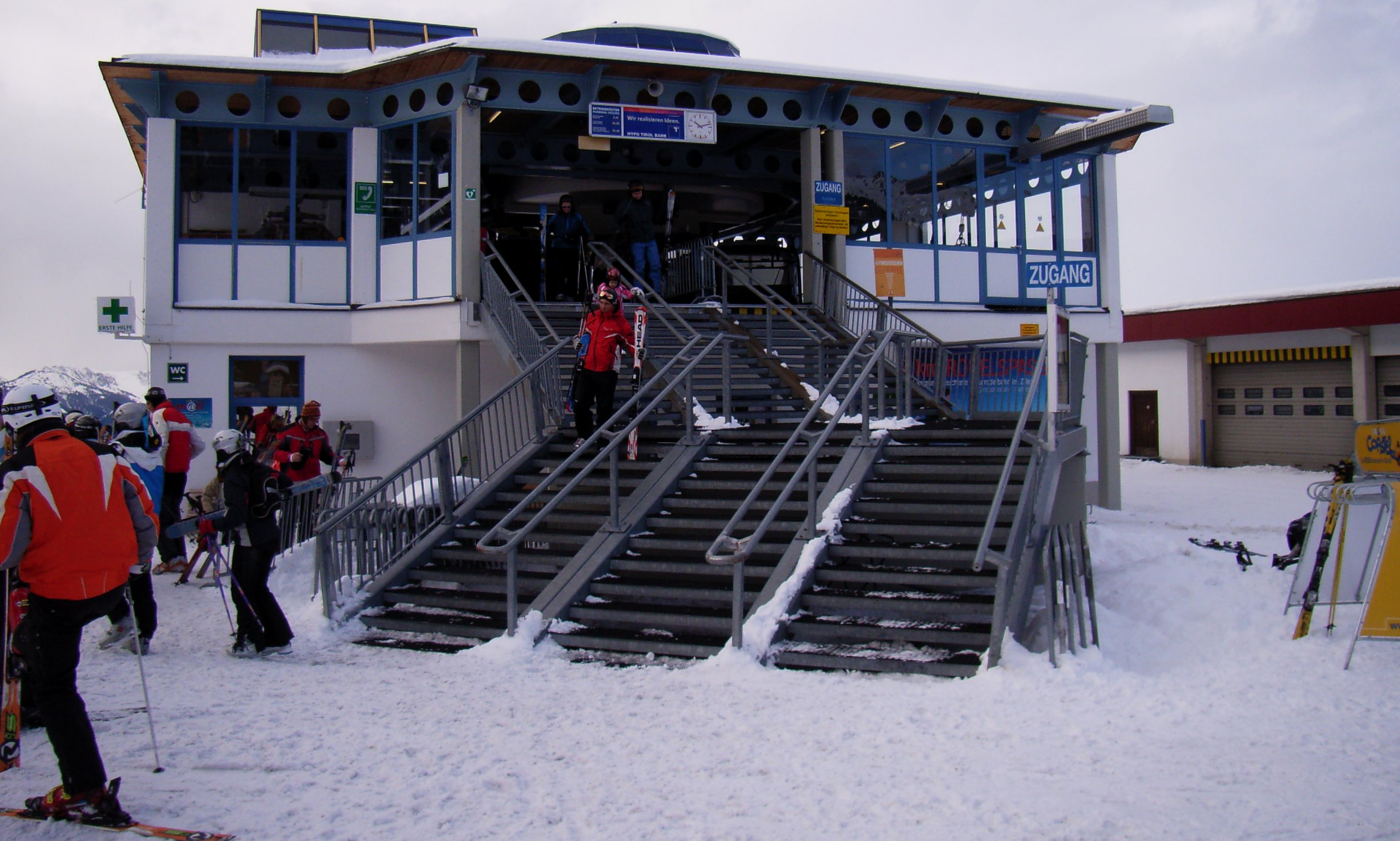
Die Bergstation der Rosenalmbahn 2
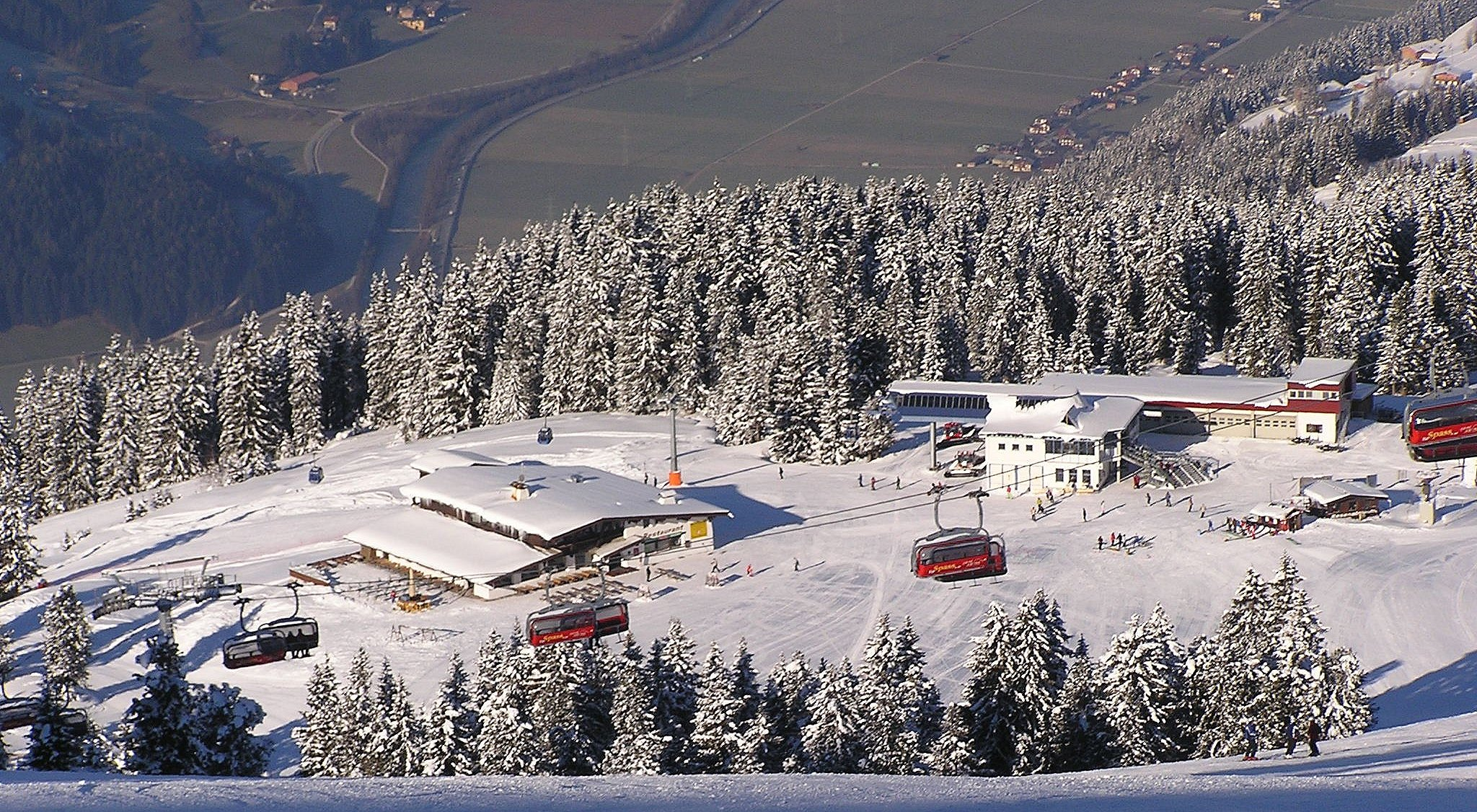
Die Bergstation der Rosenalmbahn; im Vordergrund die Sesselbahn Karspitz-X-Press
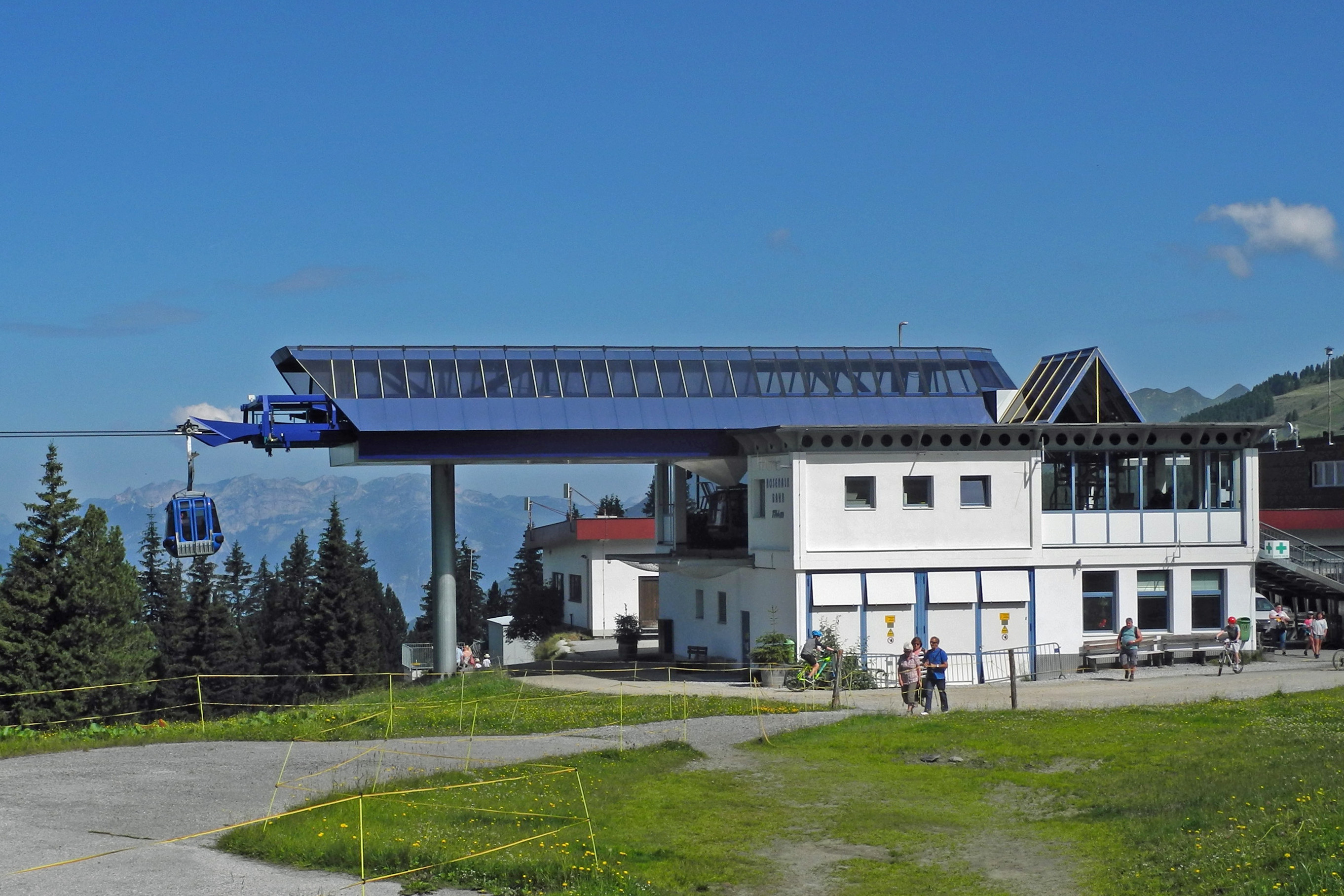
Die Bergstation der Rosenalmbahn 2
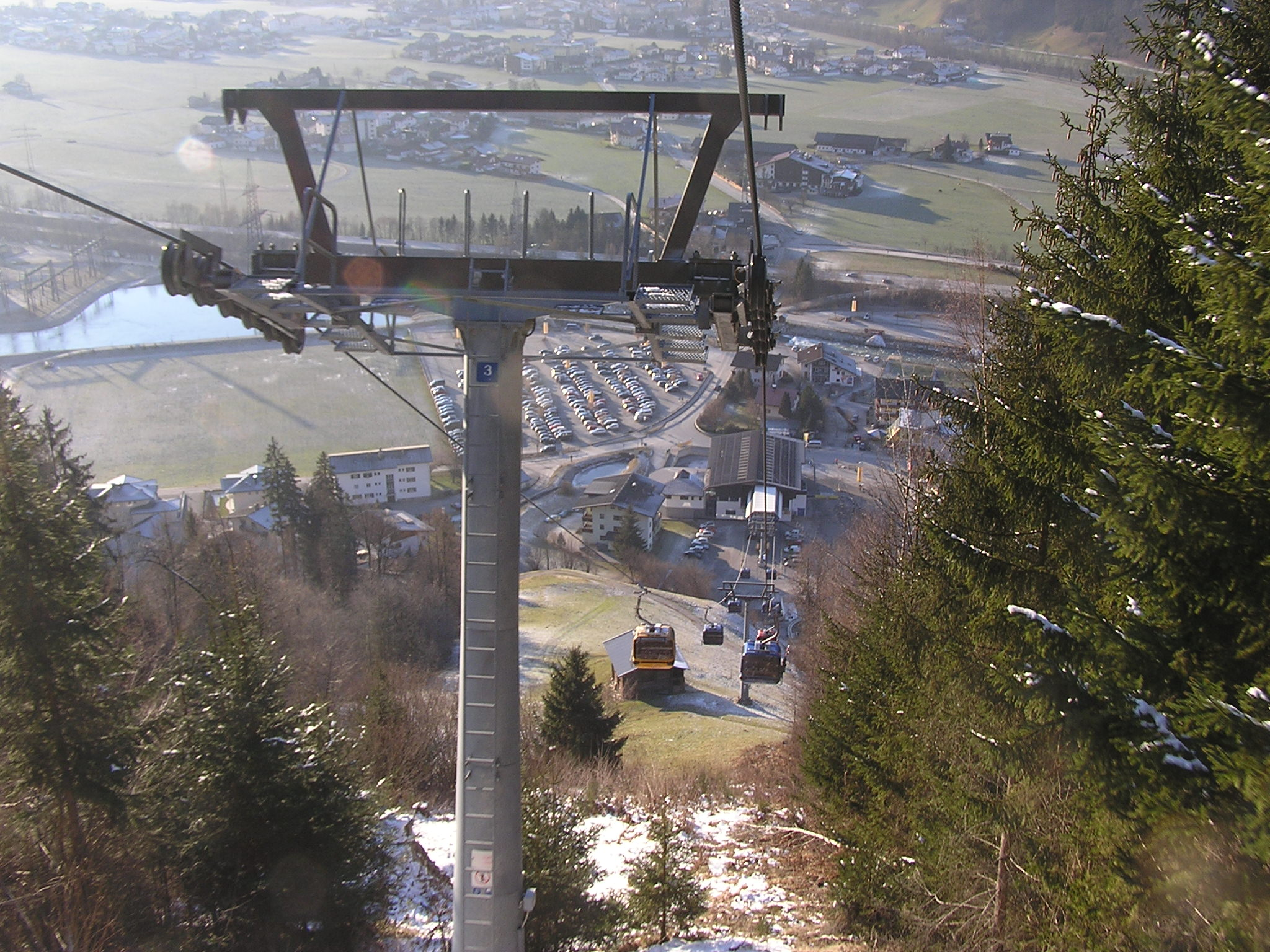
Blick aus der Rosenalmbahn 1 nach Zell am Ziller und zur Talstation
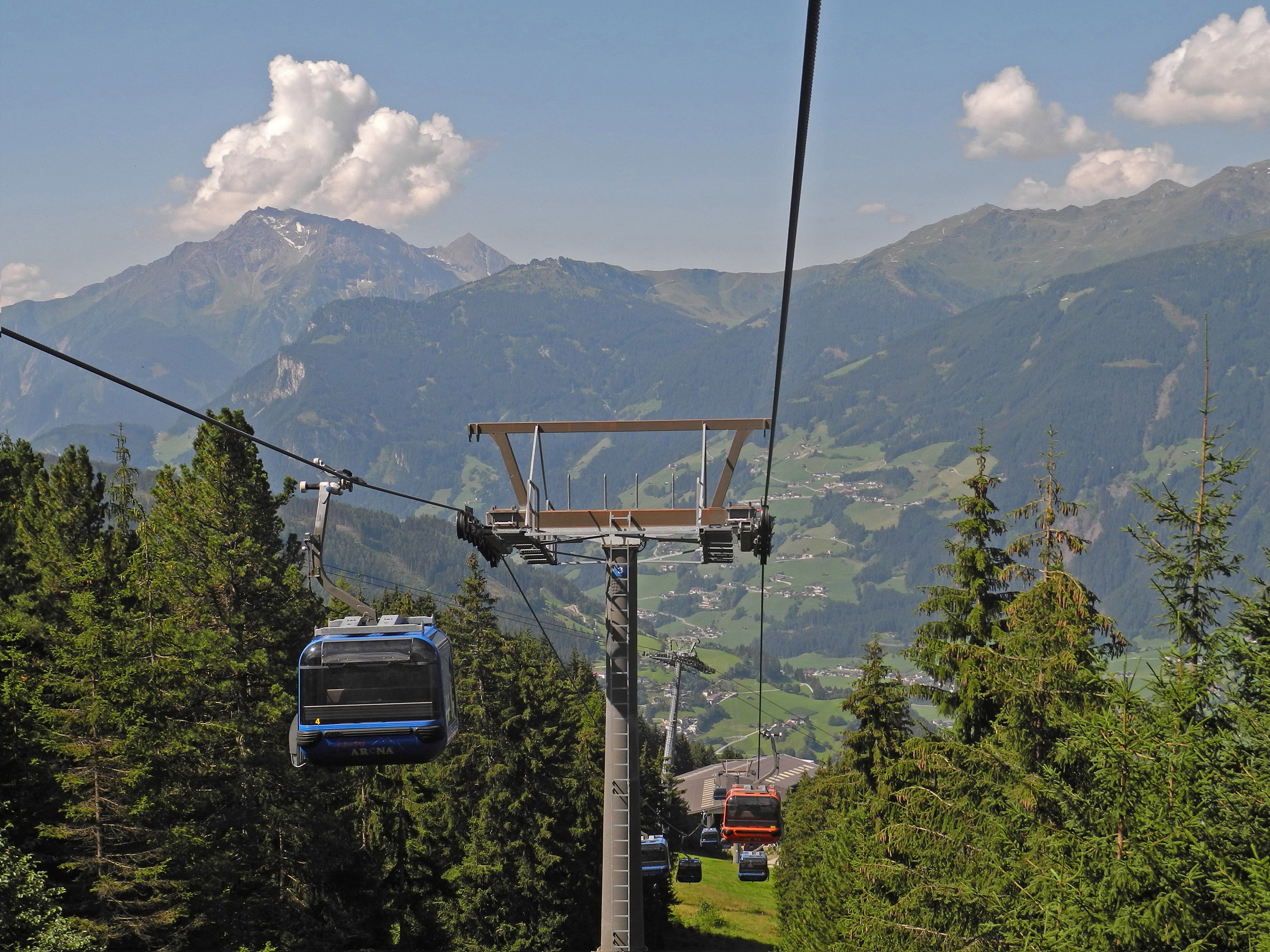
Rosenalmbahn 2 mit Blick zur Talstation
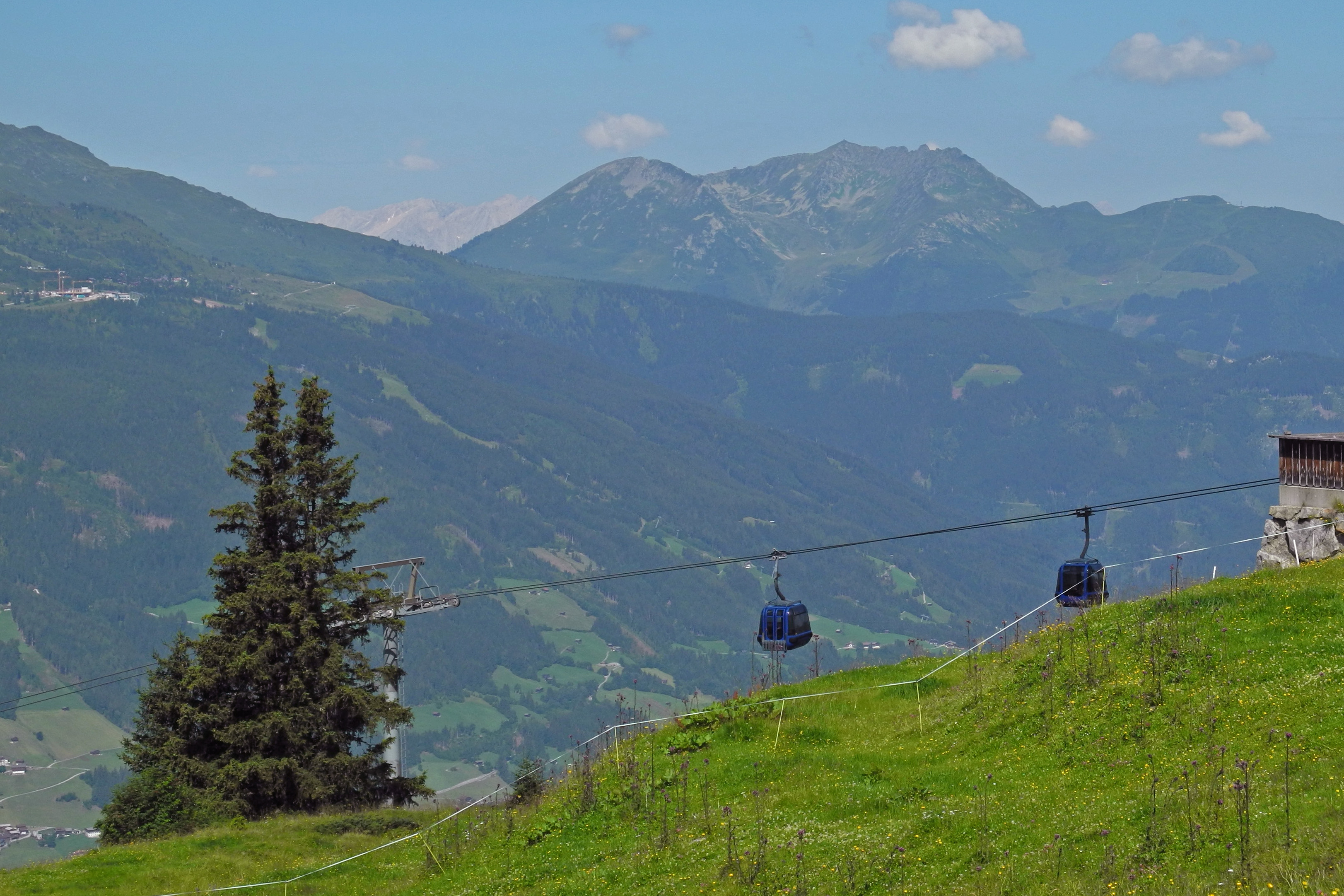
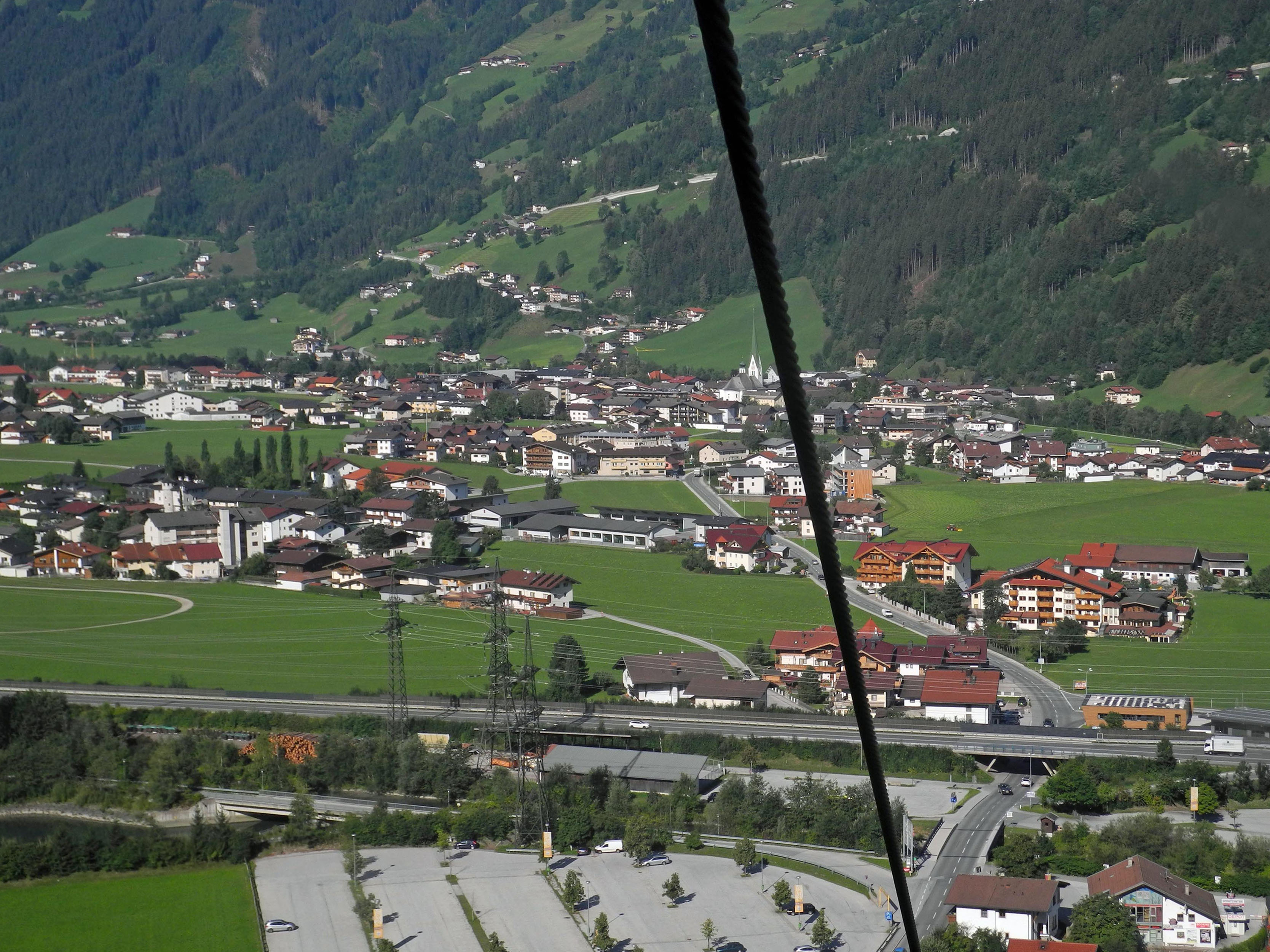
Blick aus der Rosenalmbahn 1 nach Zell am Ziller